# Torneo Internacional de Tenis Sant Cugat 2012
Il Torneo Internacional de Tenis Sant Cugat 2012 è stato un torneo di tennis facente parte della categoria ITF Women's Circuit nell'ambito dell'ITF Women's Circuit 2012. Il torneo si è giocato a Sant Cugat del Vallès in Spagna dall'8 al 14 ottobre 2012 su campi in terra rossa e aveva un montepremi di $25,000.

## Vincitori

### Singolare
María-Teresa Torró-Flor ha battuto in finale  Estrella Cabeza Candela con il punteggio di 6–1, 6–4

### Doppio
Leticia Costas /  Arantxa Parra Santonja hanno battuto in finale  Inés Ferrer Suárez /  Richèl Hogenkamp con il punteggio di 6–3, 6–3